# Moremi Game Reserve

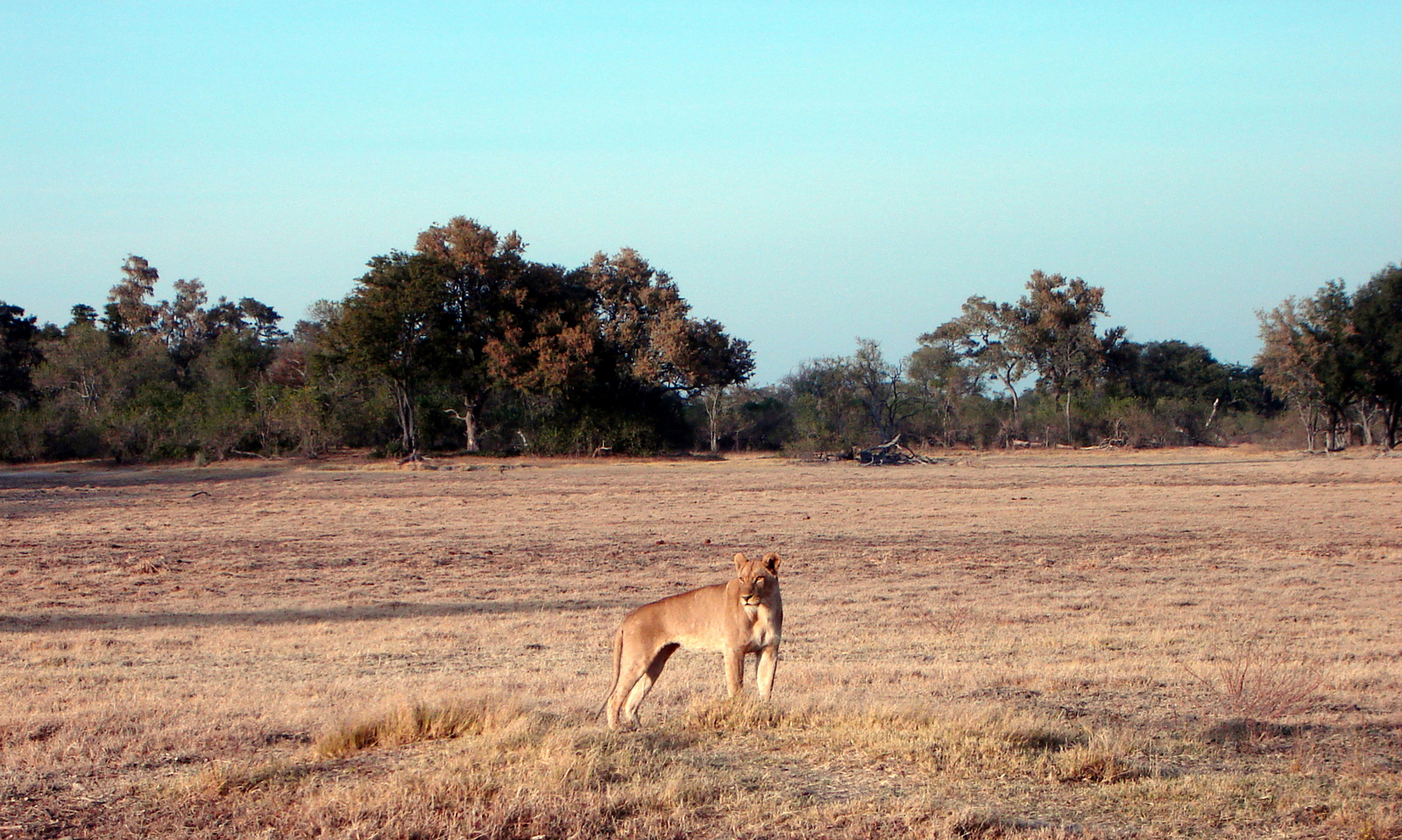
Een leeuwin in Moremi Game Reserve

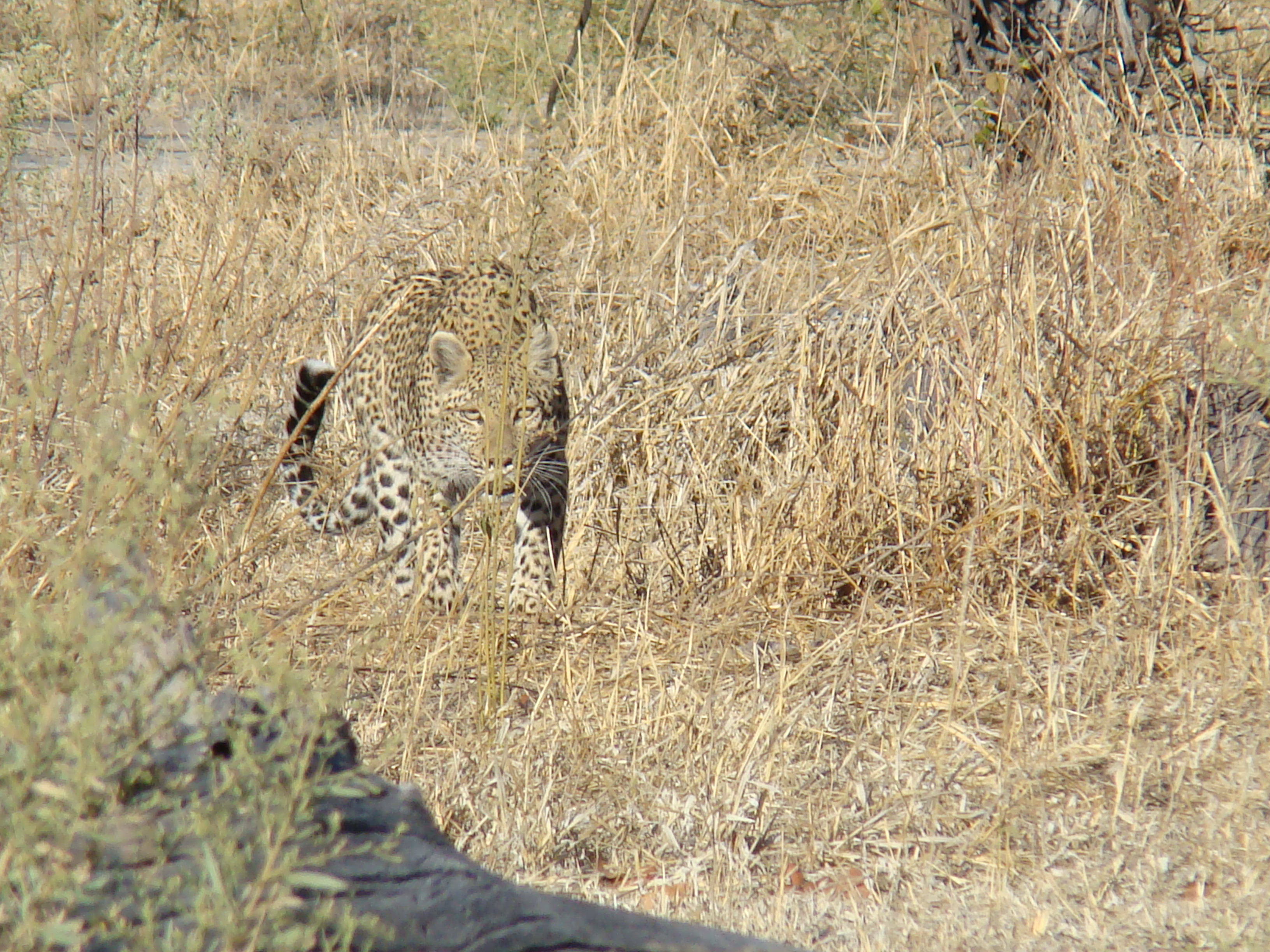
Een Afrikaans luipaard sluipend door het gras

Het Moremi Game Reserve is een beschermd natuurgebied in Botswana. Het ligt aan de oostkant van de Okavangodelta. Het reservaat werd vernoemd naar stamhoofd Moremi van de BaTawana-stam. Toen het werd opgericht, werd het aangewezen als game reserve en niet als nationaal park. Dit betekende dat de bosjesmannen in het gebied mochten blijven wonen. Het is onderdeel van het Kavango-Zambezi Transfrontier Conservation Area.

## Geschiedenis
Het werd in 1963 uitgeroepen tot reservaat en werd vernoemd naar Chief Moremi III van de plaatselijke Batawana-stam uit Ngamiland. De weduwe van opperhoofd Moremi, Elizabeth Pulane Moremi, die op dat moment over het gebied heerste, nam maatregelen om de wilde dieren te beschermen omdat ze zich zorgen maakte over de tol die de jacht eiste van de dierenpopulatie. In de jaren 1970 werden Chief Moremi's Royal Hunting Grounds opgenomen in het reservaat om het verder uit te breiden.

## Locatie en landschap
Moremi Game Reserve is bijna 5.000 vierkante kilometer groot en beslaat een groot deel van de oostkant van de Okavangodelta. Het combineert permanent water met drogere gebieden, wat voor verrassende en onverwachte contrasten zorgt. Enkele prominente geografische kenmerken van het reservaat zijn Chiefs Island en de Moremi Tongue. In het Moremireservaat kan men genieten van uitstekende uitzichten op savannewild en vogels kijken op de lagunes. Er zijn ook dichtbeboste gebieden, waar de Afrikaanse wilde hond (Lycaon pictus pictus) en het Afrikaans luipaard leven. In het noordoosten ligt het Chobe National Park dat grenst aan het Moremiwildreservaat. Slechts 30% van het reservaat ligt op het vasteland, het grootste deel in de Okavangodelta zelf.

## Flora en fauna
Hoewel Moremi Game Reserve niet een van de grootste parken is, biedt het zelfs de meest ervaren reiziger inzichten en uitzichten. De habitats zijn verrassend divers, een combinatie van mopanebossen en acaciabossen, uiterwaarden en lagunes. Er leven bijna 500 vogelsoorten (van watervogels tot bosbewoners) en een grote verscheidenheid aan andere wilde dieren, waaronder leeuw, Afrikaans luipaard, savanneolifant, kafferbuffel, zwarte neushoorn, nijlpaard, giraffe, steppezebra, blauwe gnoe, jachtluipaard, gevlekte hyena, zadeljakhals, knobbelzwijn, impala en litschiewaterbok. Het gebied wordt als belangrijke habitat gezien voor de Afrikaanse wilde hond en de populatie daar s het onderwerp van een project dat sinds 1989 in het gebied wordt uitgevoerd; deze soort wordt dan ook vaak gezien met halsbanden die door onderzoekers zijn aangebracht.

## Stroperij
Vanaf april 2019 is het stropen in het reservaat in alarmerend tempo toegenomen. Georganiseerde stropersverenigingen hebben in 10 maanden tijd 46 neushoorns afgeslacht, wat neerkomt op bijna 10% van de 500 neushoorns in Botswana. Ambtenaren vreesden een uitroeiing van beide neushoornsoorten, omdat de meeste neushoorns van Botswana rondzwerven op de grasvlakten van de noordelijke Okavangodelta, waar Moremi Game Reserve ligt. De stroperij wordt gedreven door de onverzadigbare vraag naar neushoornhoorn, die tot 60.000 dollar per kg opbrengt.

## Galerij

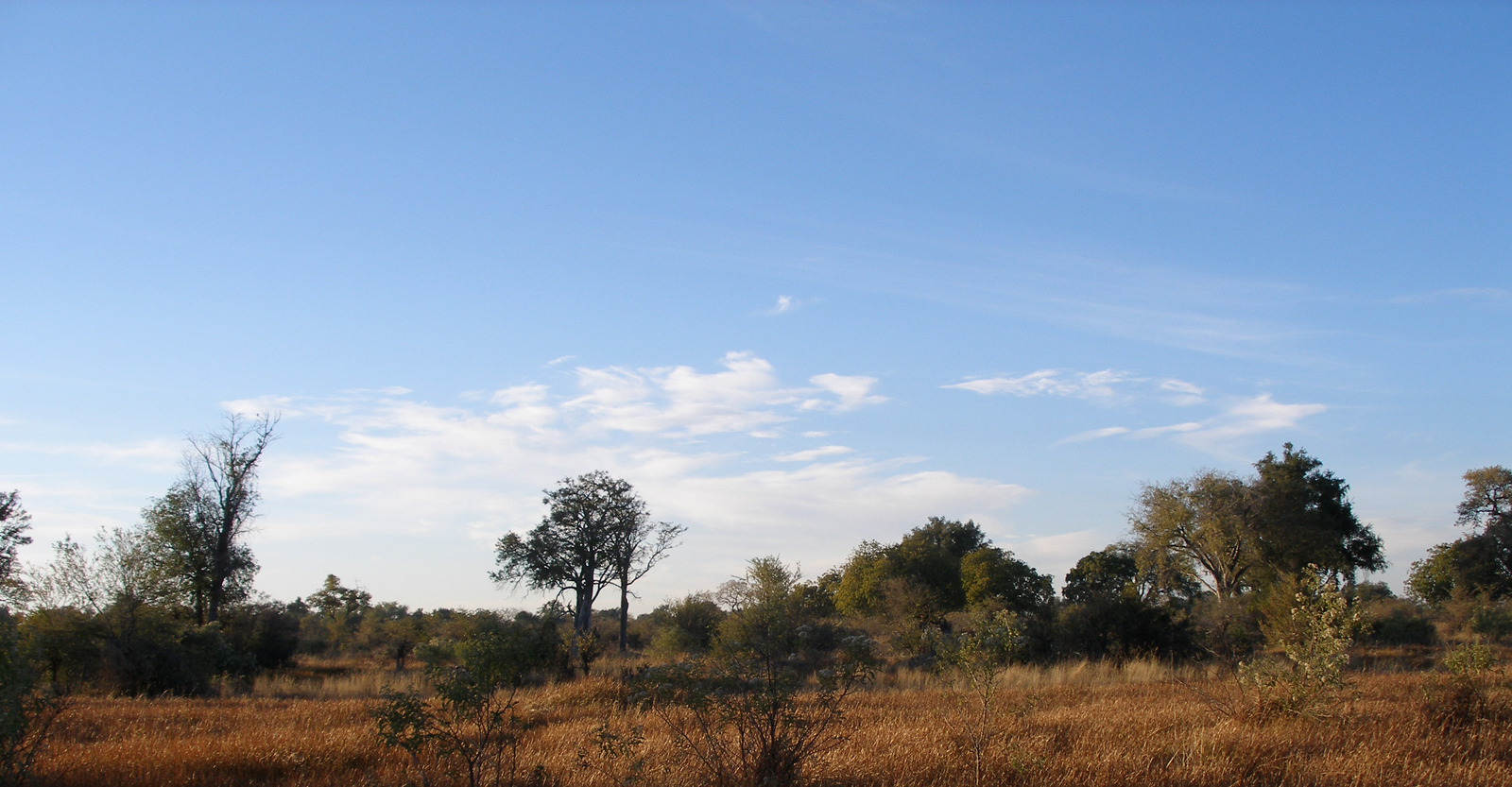
Moremi Game Reserve
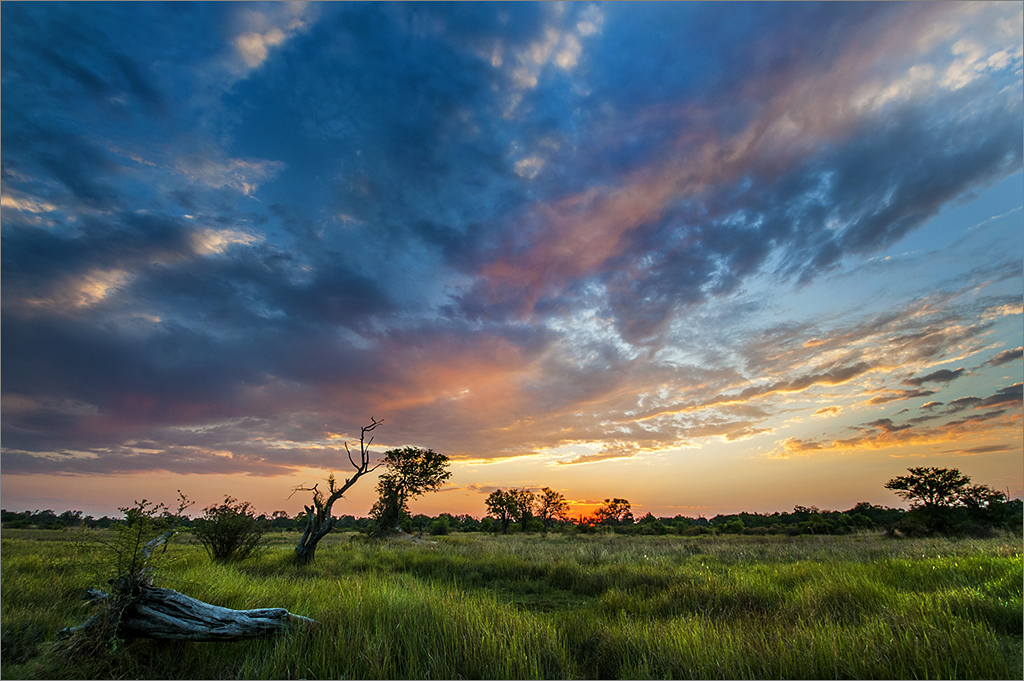
Zonsondergang in het park
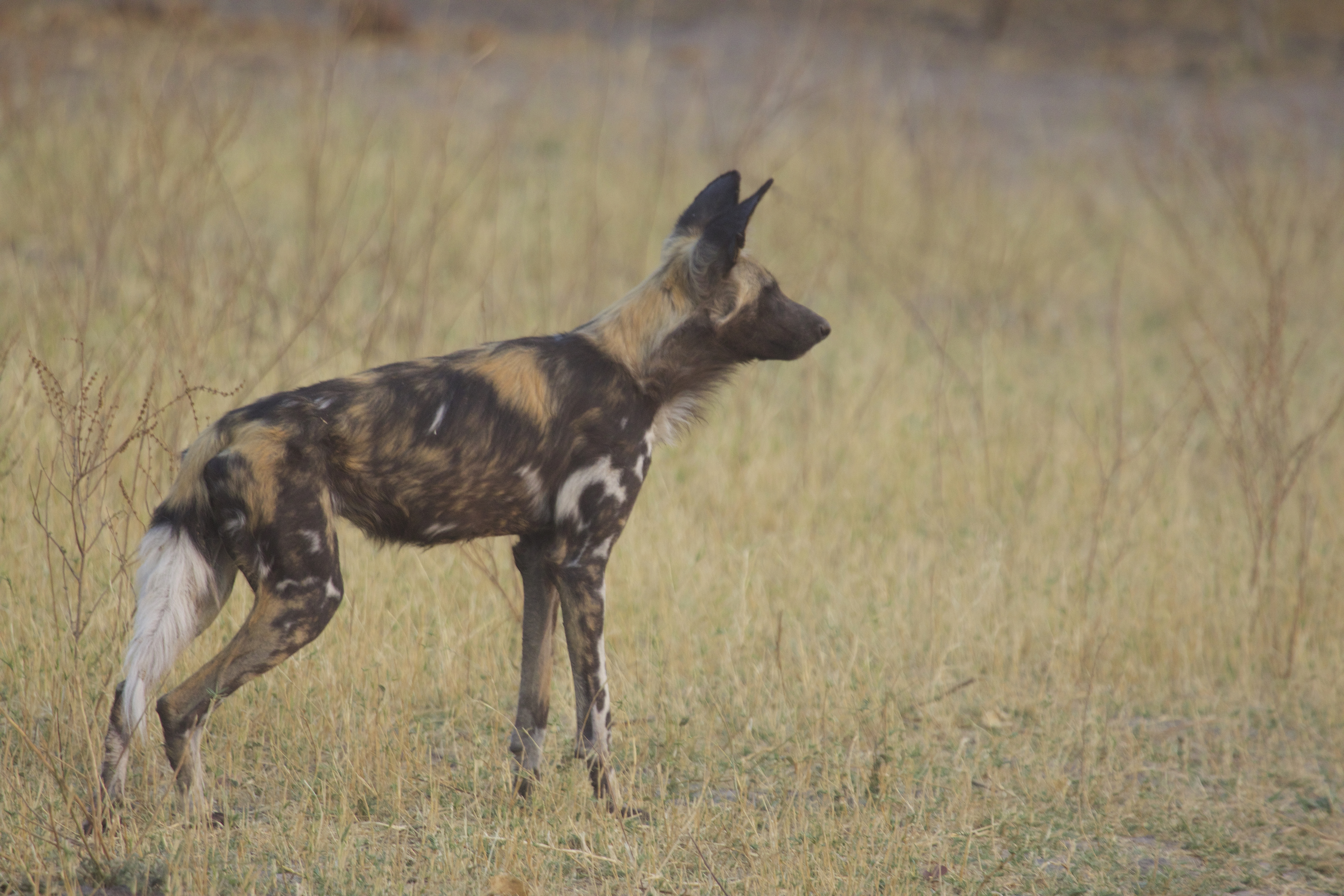
Afrikaanse wilde hond
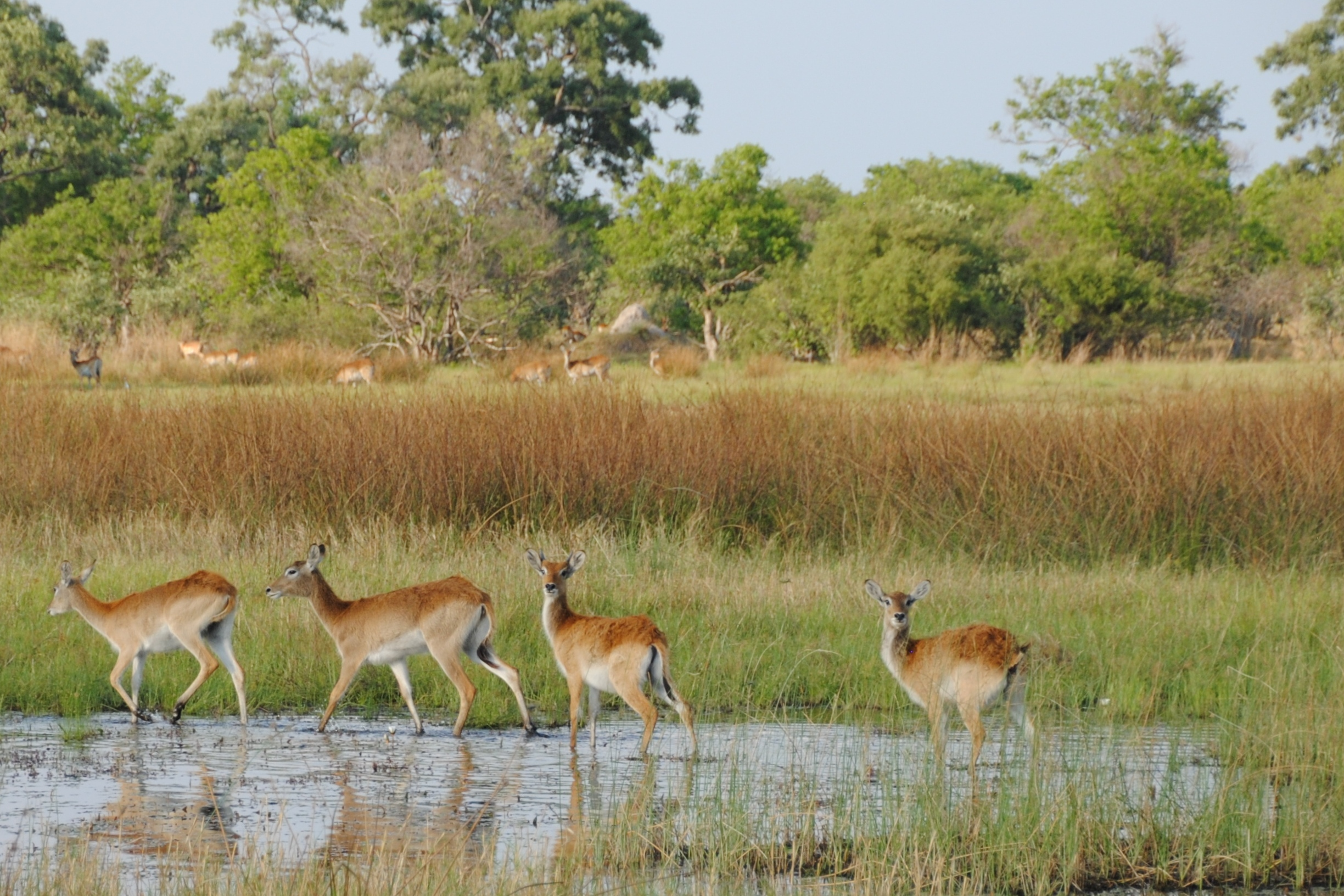
Litschiewaterbok
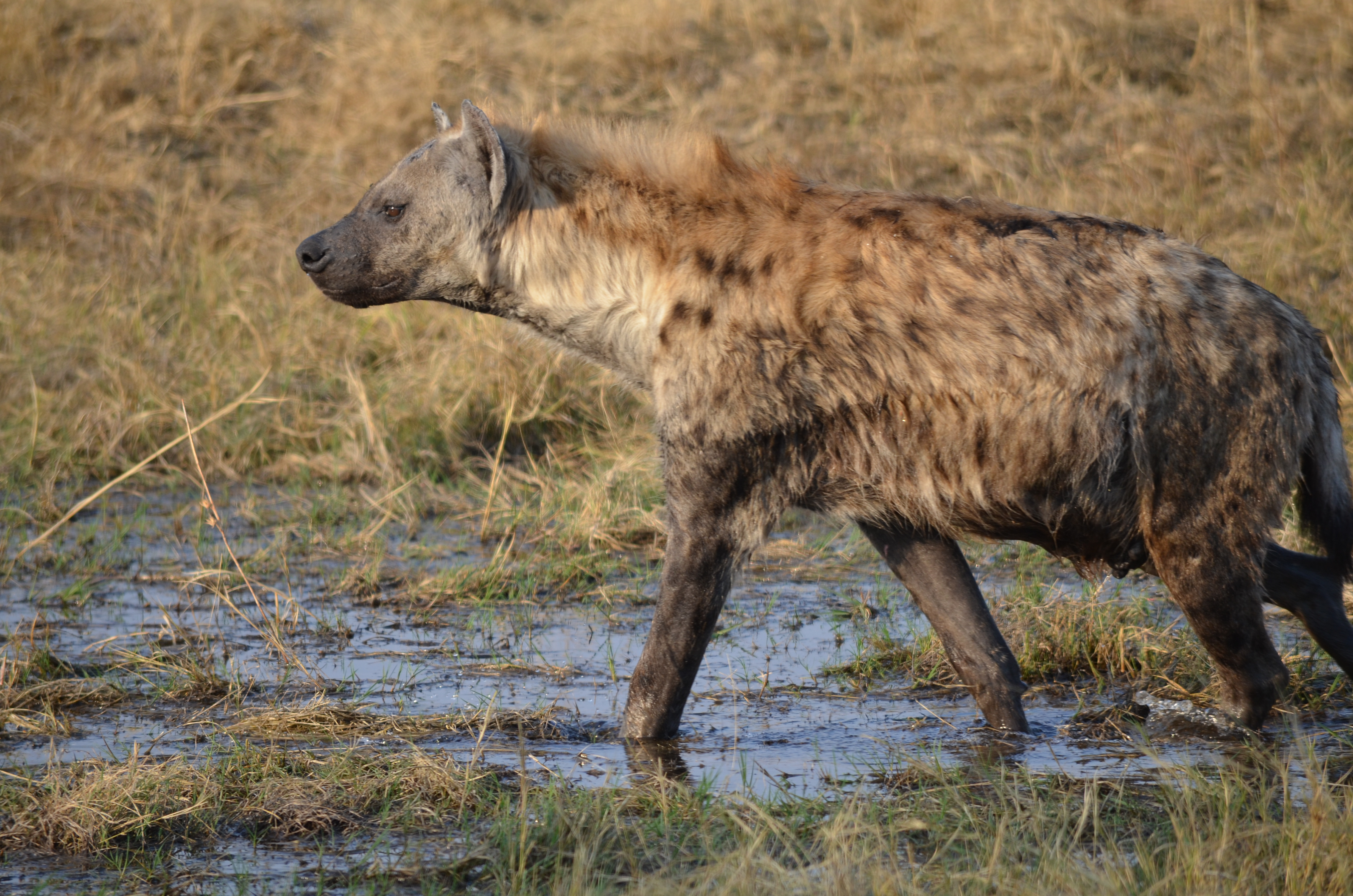
Gevlekte hyena
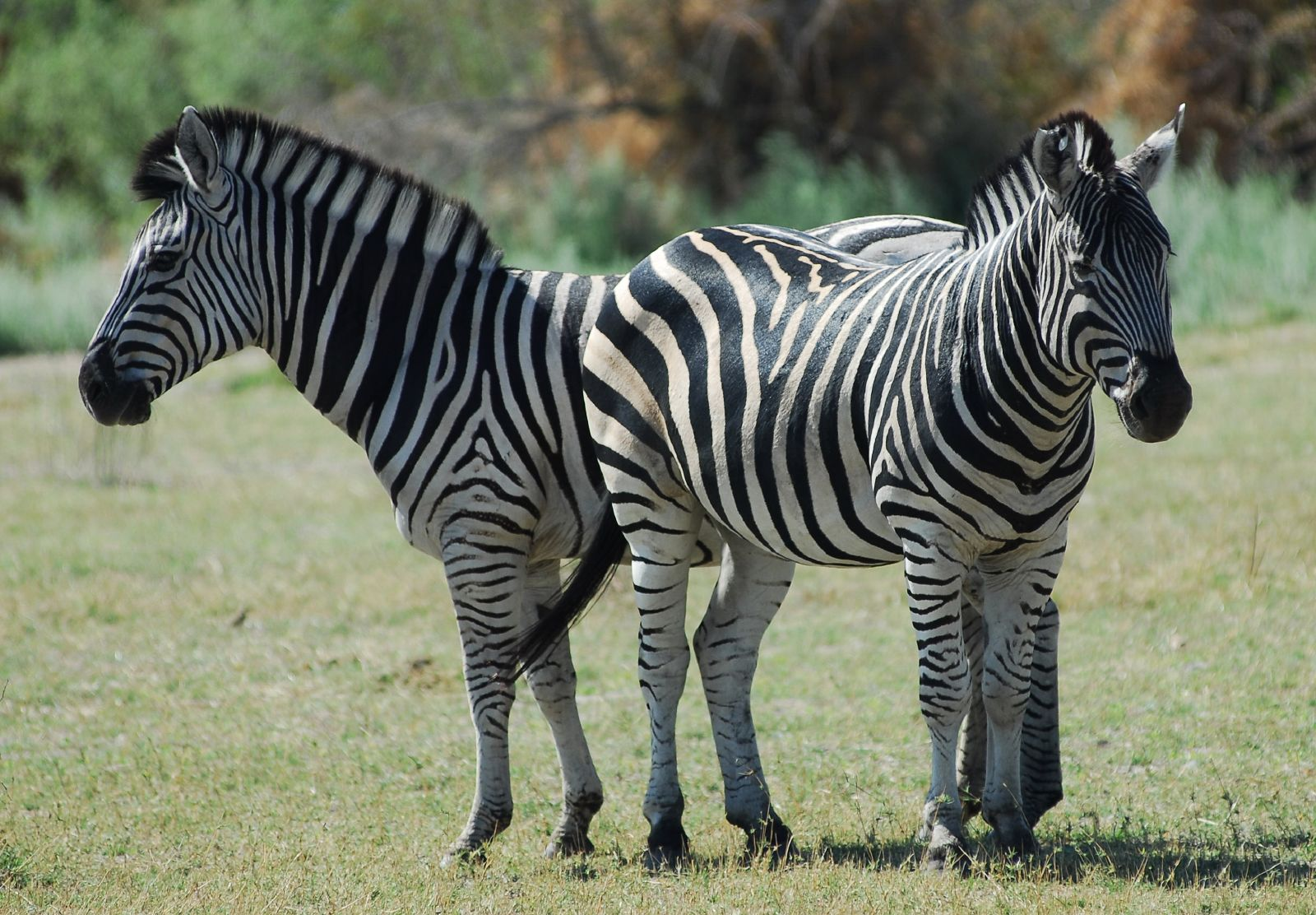
Chapmanzebra
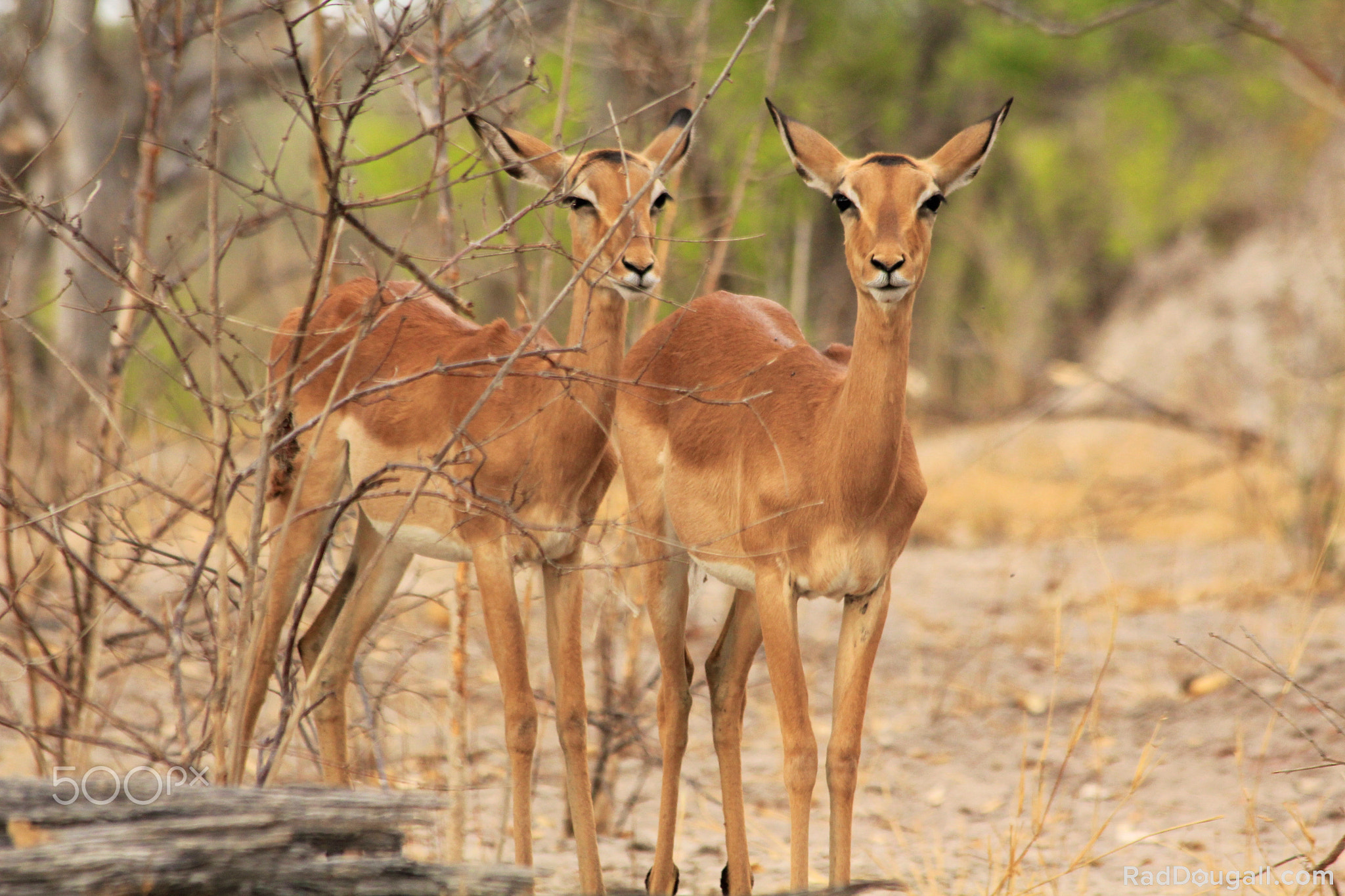
Impala
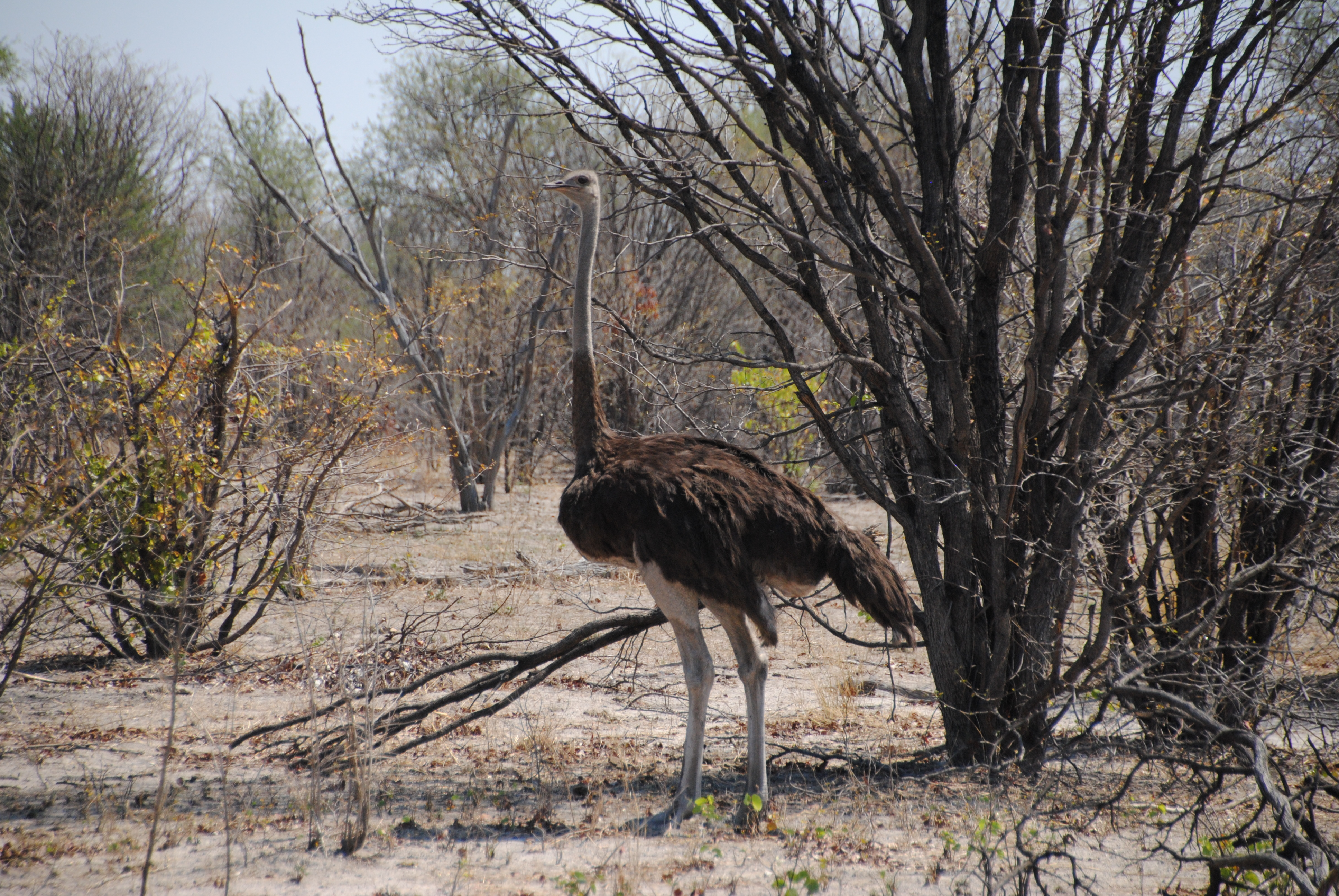
Struisvogel
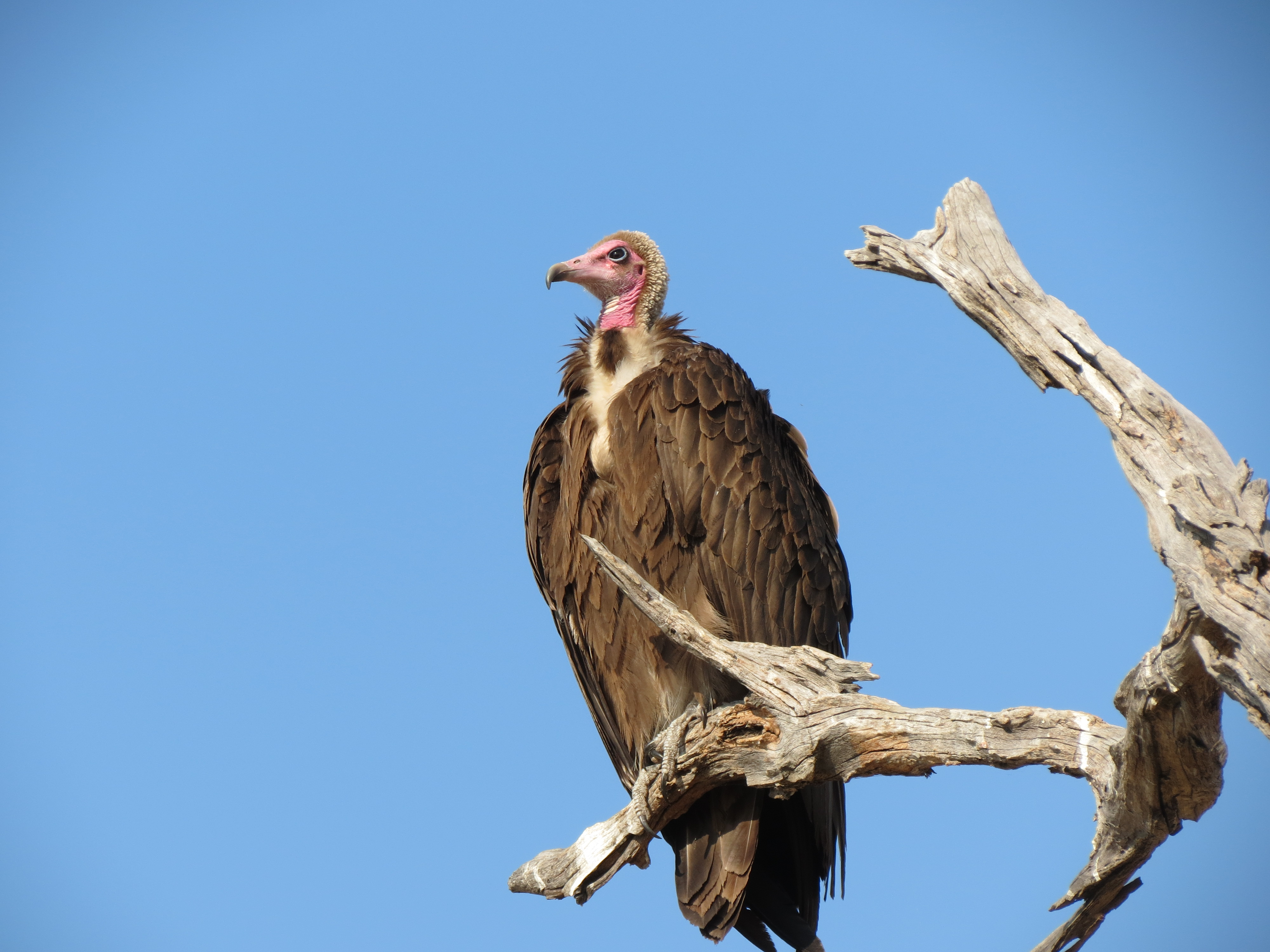
Kapgier
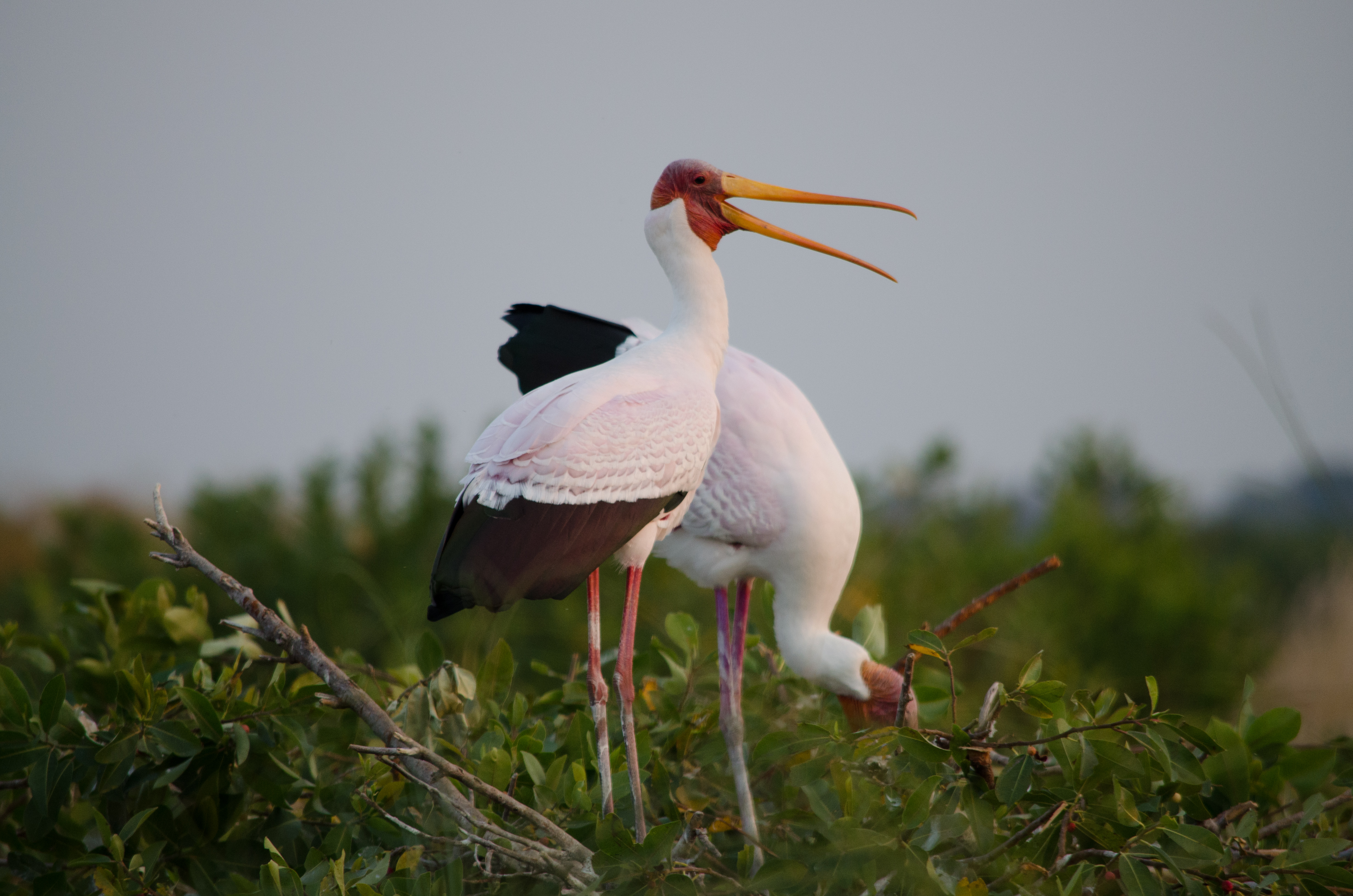
Afrikaanse nimmerzat
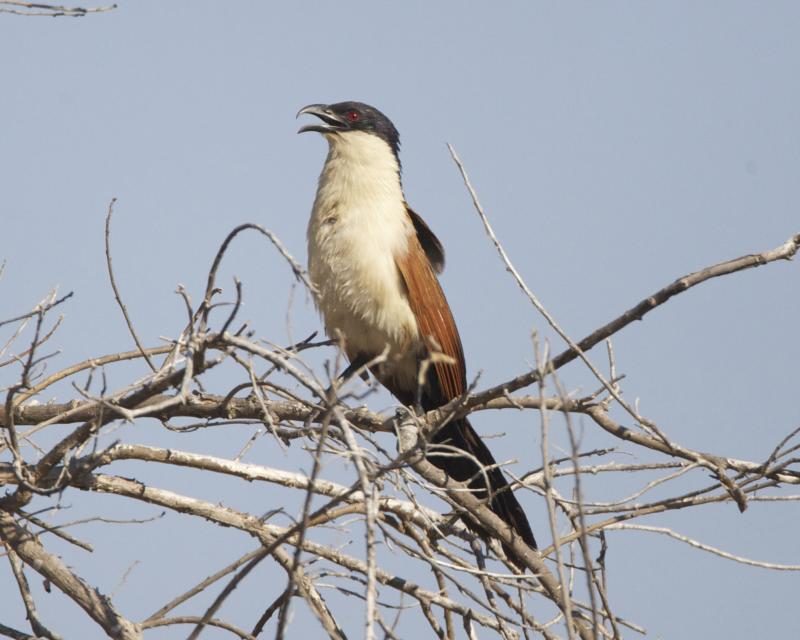
Burchells spoorkoekoek